# Catatemnus exiguus
Catatemnus exiguus är en spindeldjursart som beskrevs av Volker Mahnert 1978. Catatemnus exiguus ingår i släktet Catatemnus och familjen Atemnidae. Inga underarter finns listade i Catalogue of Life.